# Arno Tausch
Arno Tausch (* 11. Februar 1951 in Salzburg, Österreich) ist ein österreichischer Politologe und einer der Gründer der quantitativen Weltsystems- und Entwicklungsforschung in Europa. Sein Forschungsprogramm ist auf die Weltsystemtheorie, die Dependenztheorie, sowie die Globalisierungskritik ausgerichtet. Er ist Universitätsdozent für Politikwissenschaft an der Universität Innsbruck und war Gastprofessor der Wirtschaftswissenschaften an der Corvinus-Universität in Budapest und war regelmäßiger Lehrbeauftragter am „Institut für Internationale Entwicklung“ an der Universität Wien. Seit Mai 2022 ist er Gastprofessor für Politikwissenschaft und Governance an der University of the Free State in Bloemfontein, Südafrika.

## Leben
Tausch promovierte in Politikwissenschaft an der Universität Salzburg im Jahr 1976 und erhielt seine Habilitation von der Universität Innsbruck. Seine Habilitations-Kommission wurde von Anton Pelinka geleitet, externe Gutachter waren u. a. Ulrich Albrecht und Wilfried Röhrich. Externe Stellungnahmen wurden u. a. auch von Karl Wolfgang Deutsch von der Harvard University vorgelegt.
Nach seinem Studium an der Universität Salzburg erhielt er im Herbst 1977 eine Stelle als Assistenz-Professor für Politikwissenschaft an der Universität Innsbruck. Er war von 1992 bis 1999 österreichischer Diplomat im Ausland und hatte den Rang eines Arbeits- und Wanderungsattachés, später wurde er Botschaftsrat für Arbeit und Migration. Ebenfalls war er Visiting Associate Professor am Department of Political Science, University of Hawaii at Manoa und Gastwissenschaftler am International Institute for Comparative Social Research, Science Center, West-Berlin (heute: WZB – Wissenschaftszentrum Berlin).
Von 1999 bis zu seiner Pensionierung 2016 war er Ministerialrat im Bundesministerium für Soziales, Gesundheit, Pflege und Konsumentenschutz in Wien.
Seit seiner Pensionierung mit Erreichung des Regelpensionsalters widmet er sich vor allem Forschungen zum Thema des Antisemitismus, Bibliometrie, Globale Politische Ökonomie, Politischer Islam, und Politik im Nahen Osten.
Arno Tausch ist verheiratet und hat drei Töchter.

## Wissenschaftliche Arbeit
Tausch befasst sich in seinen Untersuchungen mit empirischen Analysen über Globalisierung, Dependenztheorie und der Weltsystemtheorie, der sozialen Entwicklung in Europa, vor allem in Osteuropa und in der muslimischen Welt.
Der österreichische Ökonom Kunibert Raffer bezeichnete Tausch unter Verweis auf einen Aufsatz in der Zeitschrift „Lateinamerika-Aspekte“ (Österreichisches Lateinamerika-Institut) als den Pionier der Dependenztheorie in Österreich.
Seine Forschung begann mit einem Umdenken in der Dependenztheorie durch quantitative Daten und statistische Analysen und Arbeiten über die Armut in den führenden Industrieländern. Die empirische Analyse der Abhängigkeit, Einkommensungleichheit und sozialen Entwicklung in vielen Ländern der Erde war das Thema seiner Dissertation Die Grenzen der Wachstums-Theorie an der Universität Salzburg, die faktorenanalytische Tests von zentralen Aussagen der Dependenztheorie, insbesondere von Fernando Henrique Cardoso beinhaltete.
Seine Habilitationsschrift an der Universität Innsbruck basiert auf multiplen Regressions-Modellen der globalen Entwicklung. Diesen Ansatz vervollständigte Tausch später in Towards a Socio-Liberal Theory of World Development (1993).
Mit Stand Oktober 2024 publizierte er 30 Bücher in englischer Sprache, 2 Bücher in französischer Sprache, 9 Bücher in deutscher Sprache und 118 Artikel in von Experten begutachteten Zeitschriften, 31 Artikel in Sammelbänden und zahlreiche Presseartikel in den Medien mehrerer Länder. Er schreibt zahlreiche Beiträge u. a. für das Jerusalem Center for Security and Foreign Affairs (JCFA) (vormals Jerusalem Center for Public Affairs) und das Telos-Paul Piccone Institute in New York.
Er ist Redaktionsmitglied mehrerer internationaler sozialwissenschaftlicher Fachzeitschriften, u. a. von „Innovation. The European Journal of Social Science Research“.
1991 beendete Tausch seine Arbeit über Russland und die globalen Kondratieff-Zyklen. Tausch analysierte danach die Auswirkungen des Waffenhandels auf die soziale Entwicklung, insbesondere für die Länder Osteuropas und der UdSSR.
Tauschs Arbeiten zu Kondratieff-Zyklen und zum Euro-Islam fanden internationale Beachtung.
Zu internationalen Debatten führten auch Arbeiten zur Befreiungstheologie. In den 1990er Jahren analysierte er weiterhin Migrationsprozesse und die Transformation in den postkommunistischen Ländern. Seit Tauschs Rückkehr nach Österreich im Jahr 1999 betrafen seine Analysen u. a. Anti-Amerikanismus, Kinderarmut in den Industriestaaten, sowie die politische Ökonomie muslimischer Werte in der Weltgesellschaft. Im Schrifttum erwähnt werden auch Arbeiten zur Rentenreform und zur Sozialpolitik in der EU. In der deutschen und internationalen Tagespresse fand eine Studie über die Effizienz und Effektivität der Sozialausgaben ein größeres Echo. Seine mit Gernot Kohler verfasste Studie zum „Globalen Keynesianismus“ gelte heute als eines der wichtigsten Werke zum „Ungleicher Tausch“. Jüngstens hat Tausch auch zu Themen des Public Health Research beigetragen.

## Politische Positionen und Öffentlichkeitswirksamkeit
Tausch versteht sich eindeutig als Vertreter eines sozial engagierten Christentums, und er widmete seine Autobiographie seinem ersten Lehrer der Lateinamerika-Forschung, dem brasilianischen Jesuiten Geraldo Cursino de Freitas SJ (1927–2001), der Rektor der katholischen Universität Recife und einer der engsten Mitarbeiter von Erzbischof Hélder Câmara (1909–1999) in Recife war. Er engagierte sich gegen Antisemitismus und für den interreligiösen Dialog. Zu den Publikationen in wissenschaftlichen Fachverlagen zählen u. a. Artikel für Oxford University Press, Palgrave Macmillan, Routledge, Springer Nature, Wiley-Blackwell und United Nations University sowie seine Bücher für Palgrave Macmillan und Springer Nature.
Seinem Verständnis von Theorie und Praxis folgend, versuchte er mit seinen Beiträgen neben der wissenschaftlichen Fachwelt auch ein größeres Publikum zu erreichen, u. a. in Österreichische Militärische Zeitschrift, Soziale Sicherheit und Wirtschaft und Gesellschaft.
Zwei seiner Werke wurden von der Kammer für Arbeiter und Angestellte herausgebracht. Tausch verfasste auch zahlreiche Artikel in deutschsprachigen Tageszeitungen und politischen Zeitschriften (u. a. 24 Artikel für die Wiener Zeitung, 16 Artikel für das Diskussionsorgan der SPÖ Die Zukunft, 11 Artikel für Der Standard, sowie 4 Artikel jeweils für Die Furche und Die Presse, und auch für den Kurier). Darüber hinaus schrieb Tausch u. a. für die in Buenos Aires erschienene Tageszeitung Tiempo Argentino und das in New York erscheinende elektronische Medium Teloscope des Paul Piccone Instituts.
Seit seinen ersten Publikationen, die kritisch dem Thema der kapitalistischen Weltökonomie und der Apartheid in Südafrika und der Kritik des Antizionismus gewidmet waren, hat Tausch versucht, kritische politische Ökonomie mit Solidarität mit Israel zu verbinden. Zuletzt verfasste er mit Oberst a. D. Jacques Neriah von den Israelischen Streitkräften ein Buch über die destabilisierenden Kräfte und die Resilienz in der gegenwärtigen Weltkrise.

## Ehrungen und Auszeichnungen
1998 wurde seine Veröffentlichung Towards a Socio-Liberal Theory of World Development (1993) von der US-Vereinigung der Hochschul- und Forschungs-Bibliotheken (ACRL) als eines der Outstanding Academic Books in der Periode 1993–1998 ausgezeichnet.

## Publikationen (Auswahl)
- Political Islam and Religiously Motivated Political Extremism. SpringerBriefs in Political Science. Springer, Cham. https://doi.org/10.1007/978-3-031-24854-2_2, 16. Februar 2023, ISBN 978-3-031-24853-5 (online).
- Armut und Radikalität? Soziologische Perspektiven zur Integration der Muslime in Europa. Europäischer Hochschulverlag 2013. ISBN 3-941482-76-9
- Dar Al Islam, The Mediterranean, the World System and the Wider Europe. Nova Science Publishers. 2005.
- Jenseits der Weltgesellschaftstheorien. 2. bearb. Aufl. 1991. ISBN 3-926777-26-5
- What 1.3 Billion Muslims Really Think. Nova Science Publishers 2009.
- Russlands Tretmühle. Kapitalistisches Weltsystem, lange Zyklen und die neue Instabilität im Osten. Kindle Lese-App. ISBN 3-926777-29-X
- Produktivkraft soziale Gerechtigkeit?. Europa und die Lektionen des "pazifischen Modells". Kindle Lese-App. ISBN 3-926777-30-3
- Jenseits der Weltgesellschaftstheorien : Sozialtransformationen u.d. Paradigmenwechsel in d. Entwicklungsforschung  (= Beiträge zur Soziologie und Sozialkunde Lateinamerikas, Band 40) [Sozialwiss. Inst., Univ. Erlangen-Nürnberg], Fink, München 1987, ISBN 3-7705-2423-3.

## Belege
1. ↑  ufs.ac.za
2. 1 2  Tausch, Arno: Farewell - peace and justice? : a look back at (my) half a century of political science in times of the Ukraine crisis. Nova Science Publishers, 2023, ISBN 979-88-9113055-5 (englisch).
3. 1 2  Segell, Glen, Segell, Glen, (editor.): Development, Globalization, Global Values, and Security : Essays in Honor of Arno Tausch. First edition Auflage. Springer, 2023, ISBN 978-3-03124513-8 (englisch).
4. ↑  Externe Stellungnahmen zur Habilitation, zuletzt abgerufen am 13. Februar 2014.
5. ↑  scholar.google.com
6. ↑  Raffer, K. (2023). Analyzing Inequality, Dependence, and Poverty in the World System. In: Segell, G. (eds) Development, Globalization, Global Values, and Security. Springer, Cham. https://doi.org/10.1007/978-3-031-24513-8_3. Der in Betracht gezogene Aufsatz ist Tausch, A. (1973). Entwicklung der Unterentwicklung. Anmerkungen zur Dependenztheorie. Lateinamerika Aspekte, 7(3), https://www.researchgate.net/publication/377491246_Tausch_-_Entwicklung_der_Unterentwicklung_Anmerkungen_zur_Dependenztheorie_Lateinamerika-Aspekte_Osterreichisches_Lateinamerika-Institut_1973_Development_of_Underdevelopment_Notes_on_Dependency_Theori
7. ↑  Arno Tausch: Die Grenzen der Wachstumstheorie. Wiener Institut für Entwicklung, 1976.
8. ↑  Besprechungen u. a. durch Michael Nollert in Schweizerische Zeitschrift für Soziologie, 1988, 14, 2: S. 354–359; durch Hans-Heinrich Nolte in Das Argument, 1989, 173, S. 134–136; durch Kunibert Raffer in: Vierteljahresberichte. Probleme der Internationalen Zusammenarbeit der (Friedrich-Ebert-Stiftung), 117, September 1989, S. 311–313 sowie Wirtschaft und Gesellschaft, 1988, 14, 4, S. 567–570.
9. ↑  Political Studies, 1995, 43, 4, S. 730–731 (zitiert nach dem book review of Towards a Socio-Liberal Theory of World Development, 1993)
10. ↑  jcpa.org und https://www.telospress.com/?s=tausch%2C+arno&submit.x=14&submit.y=4
11. ↑  innovation-journal.eu
12. ↑  Tausch, Arno: Russlands Tretmühle. Kapitalistisches Weltsystem, lange Zyklen und der Neuen Instabilität im Osten Eberhard, München, 1991.
13. ↑  Armas socialistas, subdesarrollo y violencia estructural en el Tercer Mundo, in: Revista Internacional de Sociologia, 47, 4, S. 583–716.
14. ↑   vgl. den ganzseitigen Artikel in Le Monde (Paris), Mardi 21 Mars 2017. «L'entrée dans une phase descendante de l'économie mondiale » devrait accroître «l'incertitude» politique. AUTEUR: Christian Schmidt. LONGUEUR: 1048 words. http://www.lemonde.fr/idees/article/2017/03/21/l-entree-dans-une-phase-descendante-de-l-economie-mondiale-devrait-accroitre-l-incertitude-politique_5098407_3232.html; Andrey Korotayev, Julia Zinkina, Justilav Bogevolnov: Kondratieff waves in global invention activity (1900–2008). Technological Forecasting and Social Change, Volume 78; Issue 7; S. 1280–1284; Shawkat Alam, Natalie Klein, Juliette Overland: Globalisation and the quest for social and environmental justice: the relevance of international law in an evolving world order, Routledge, Abingdon und New York, 2011. Zur Frage des Euro-Islam die Reaktionen in Anouar Majid: We Are All Moors: Ending Centuries of Crusades against Muslims and Other Minorities, University of Minnesota Press, 2009; Nissa Finney; Ludi Simpson: Sleepwalking to segregation?: challenging myths about race and migration. Policy Press, Bristol, UK, 2011
15. ↑  Ivan Petrella: The Future of Liberation Theology: An Argument and Manifesto. Ashgate Publishing Company, Ashgate, Farnham, UK, Burlington, VT, 2004.
16. ↑  Das wichtigste Echo auf diese Analysen waren Hannes Hofbauer: Osterweiterung. Vom Drang nach Osten zur peripheren EU-Integration. Wien, Promedia-Verlag sowie Erhard Busek: Offenes Tor nach Osten: Europas große Chance. Molden, Wien, 2003
17. ↑  Als Reaktionen hierzu u. a. Holsti, Ole R.: To see ourselves as others see us: how publics abroad view the United States after 9/11 University of Michigan Press, 2009
18. ↑  vgl. hierzu die Analyse der OECD mit Bezug auf die Analyse von Tausch: Doing Better for Children, zuletzt abgerufen am 13. Februar 2014. Gedruckt unter ISBN 978-92-64-05933-7.
19. ↑  Zur Debatte dieser Versuche vgl. Center for Transatlantic Relations. Paul H. Nitze School of Advanced International Studies. Johns Hopkins University; Vedran Dzihic/Thomas Schmidinger (eds.): Looming Shadows. Migration and Integration at a time of Upheaval. European and American Perspectives. Washington DC, 2011; American Behavioral Scientist, December 2011; vol. 55, 12: pp. 1581-1600; Erik Bleich: What Is Islamophobia and How Much Is There? Theorizing and Measuring an Emerging Comparative Concept. Oldrich Bures, Metropolitan University Prague, Czech Republic, 2011 EU Counterterrorism Policy. A Paper Tiger? Ashgate, Farnham, UK/Burlington, VT; Rüdiger Lohlker: Islam: Eine Ideengeschichte Facultas UTB Wien, 2008; weiter auch: Milano Finanza: Che si legge a Palazzo, 2. Juni 2007; Milano Finanza: Commenti & Analisi, 11. September 2007, S. 6, 763; weiteres Echo u. a. United States Airforce: Terrorism 2007, Special Bibliography No. 332, July 2007, Compiled by Bibliography Branch, Muir S. Fairchild Research Information Center, Maxwell Airforce Base, Alabama (Memento des Originals vom 15. Januar 2014 im Webarchiv archive.today)  Info: Der Archivlink wurde automatisch eingesetzt und noch nicht geprüft. Bitte prüfe Original- und Archivlink gemäß Anleitung und entferne dann diesen Hinweis. und schließlich auch Karl Pfeifer in Hagalil, Oktober 2010 (zuletzt abgerufen am 13. Februar 2014).
20. ↑  Matthieu Leimgruber: The historical roots of a diffusion process: The three-pillar doctrine and European pension debates (1972-1994) In: Global Social Policy, April 2012, vol. 12, 1, S. 24–44; Susan Park; Antje Vetterlein: Owning development: creating policy norms in the IMF and the World Bank, 2010; Matthieu Leimgruber, 2008 Solidarity without the State? Business and the shaping of the Swiss welfare state, 1890-2000 Cambridge University Press, Cambridge, 2008.
21. ↑  Die wichtigsten Reaktionen hierzu Francesco Duina in: Journal of Common Market Studies, Volume 42, Issue 2, S. 437–451, Juni 2004; Fernand Brunet in: Journal of Common Market Studies, Volume 46, Issue 3, S. 741, Juni 2008.
22. ↑  u. a. Berliner Zeitung 24. Mai 2008; Bild, 23. Mai 2008; ddp Basisdienst, 23. Mai 2008; Der Westen (WAZ-Gruppe), 23. Mai 2008
23. ↑  OECD–Employment Outlook, 2005 - wobei ein konkreter Nachweis hierin noch offen ist; Salvatore Babones, Christopher Chase-Dunn: Handbook of World-Systems Analysis, Routledge, London and New York, 2012; Ramón Grosfoguel, Ana Margarita Cervantes Rodriguez: The Modern/Colonial/Capitalist World-System in the Twentieth Century Greenwood Publishing Group, Westport, Connecticut, 2002; Lund Studies in Human Ecology (John Brolin, Lund University, Sweden): "The Bias of the World. Theories of Unequal Exchange in History". In: Lund Studies in Human Ecology, weitere Angaben fehlen.
24. ↑  vgl. die follow-up Studie in K. F. Austin: Export agriculture is feeding malaria: A cross-national examination of the environmental and social causes of malaria prevalence In: Population and Environment, 2013, 35, 2, S. 133–158.
25. ↑   Tausch, Arno (2023) Farewell - peace and justice?: a look back at (my) half a century of political science in times of the Ukraine crisis. Nova Science Publishers, New York;
26. ↑  https://www.maxwell.vrac.puc-rio.br/2724/2724.PDF und https://portal.unicap.br/nossa-historia
27. ↑  Tausch, Arno (2010) ‚Armut und Radikalität? Soziologische Perspektiven zur Integration der Muslime in Europa, basierend auf dem ‘World Values Survey’ und dem ‘European Social Survey‘’ Bremen: Europäischer Hochschulverlag, Serie Schriftenreihe: Studien zu vergleichender Sozialpädagogik und internationaler Sozialarbeit und Sozialpolitik’, Bd. 12; Tausch, Arno (2024), Antisemitismus, Terrorismus und politischer Islam. Erkenntnisse aus internationalen Meinungsumfragen.’ Springer VS, Wiesbaden, Softcover ISBN 978-3-658-44096-1
28. ↑  https://www.researchgate.net/publication/376553772_Arno_Tausch_Academic_CV
29. ↑   Tausch, Arno (2023) Farewell - peace and justice?: a look back at (my) half a century of political science in times of the Ukraine crisis. Nova Science Publishers, New York;
30. ↑   Tausch, Arno (2009) ‚Das EU-Budget und der Lissabon-Prozess: Eine empirische Effizienzanalyse aus konvergenzpolitischer und regionalpolitischer Sicht’ Hrsg. Abteilung Wirtschaftswissenschaft d. AK Wien, Wien: Kammer f. Arbeiter u. Angestellte f. Wien, 2009, Serie: Materialien zu Wirtschaft und Gesellschaft; 107, ISBN 978-3-7063-0384-2, und Tausch, Arno (2012) ‚Globalisierung und die Zukunft der EU-2020-Strategie.‘ Hrsg. Abteilung Wirtschaftswissenschaft d. AK Wien, Wien: Kammer f. Arbeiter u. Angestellte f. Wien, 2011, Serie: Materialien zu Wirtschaft und Gesellschaft; 110, ISBN 978-3-7063-0422-1
31. ↑  https://kurier.at/meinung/gastkommentar/rosenkranz-ein-absoluter-und-negativer-tabubruch-nationalratspraesident-burschenschaft/402967030 Arno Tausch: Academic CV auf researchgate.net, abgerufen am 3. November 2024
32. ↑  ‘2013 'La clave son los desequilibrios entre el número de fieles y el de cardenales’ El Tiempo Argentino (Buenos Aires, 17.02.2013: pagina 10); (2013) ‘Schengen ¿otro fracaso europeo? No solo el euro está en crisis final’ El Tiempo Argentino (Buenos Aires, Sabado 6.04.2013); (2013) ‘La teoría se toma revancha’ El Tiempo Argentino (Buenos Aires, Sabado 04.05.2013); (2014) ‘La fuerza enigmatica de la economía’ El Tiempo Argentino (Buenos Aires, sábado 09 de agosto de 2014)
33. ↑  https://www.telospress.com/?s=tausch%2C+arno&submit.x=15&submit.y=12; https://www.telospress.com/paul-piccone/; https://www.telosinstitute.net/
34. ↑  (Tausch, A. 1971, with Joseph Kemptner; Walter Tausch). ‚Apartheid: die Politik der getrennten Unterentwicklung? Wiener Institut für Entwicklungsfragen; Tausch, A. (1972) 'Der Nahostkrieg in der westdeutschen Presse' Publizistik. Vierteljahreshefte für Kommunikationsforschung, 17, 4: 117-118 (book review)
35. ↑  https://jcpa.org/researcher/jacques-neriah/
36. ↑  Tausch, Arno, and Jacques Neriah. Destabilizing Forces and Resilience in the Current World Crisis Comparisons of Global Opinion Data and a Middle East Analysis. Nova Science Publishers, 2023, ISBN 9798891131224.
37. ↑  1998. ACRL Choices outstanding academic books, 1992–1997, Rebecca Ann Bartlett.

| Personendaten    | Personendaten                           |
| ---------------- | --------------------------------------- |
| NAME             | Tausch, Arno                            |
| KURZBESCHREIBUNG | österreichischer Politikwissenschaftler |
| GEBURTSDATUM     | 11. Februar 1951                        |
| GEBURTSORT       | Salzburg                                |